# إطلاق النار على كنيس هاله
وقع إطلاق النار على كنيس هاله في 9 أكتوبر 2019 في هاله، ولاية ساكسونيا أنهالت، ألمانيا، واستمر الهجوم في لاندسبرغ القريبة. بعد محاولة فاشلة لاقتحام المعبد اليهودي في هاله خلال عطلة يوم الغفران، أطلق المهاجم النار على شخصين كانا بالقرب من المكان وأصاب إثنين آخرين لاحقا.
وصف المحققون الفيدراليون الهجوم بانه إرهاب يميني متطرف و‌معادي للسامية. وتولت النيابة العامة الفيدرالية التحقيق وأعلنت أنه «انتهاك للأمن الداخلي لألمانيا». واتهم النازي الألماني الجديد (27 عاما) من ساكسونيا أنهالت، ستيفان بالييه، بارتكاب جريمتين من جرائم القتل ووجهت له سبع تهم من محاولات القتل.
وفي 10 نوفمبر 2019، اعترف المتهم بالتهم الموجهة إليه أمام قاض تحقيق في محكمة العدل الاتحادية. وفي 21 ديسمبر 2020، حكم على المشتبه به بالسجن مدى الحياة مع الاحتجاز الوقائي اللاحق.